# Этингер, Фридрих Кристоф
Фридрих Кристоф Этингер (нем. Friedrich Christoph Oetinger; 2 мая 1702, Гёппинген — 10 февраля 1782, Мурхардт) — немецкий религиозный мыслитель и писатель, пиетист.

## Биография
Фридрих Кристоф Этингер изучал философию и теологию в Тюбингенском университете. Затем несколько лет путешествовал, занимался самообразованием. С 1746 года был пастором в Вюртемберге.
Мысли Этингера представляют амальгаму весьма разнородных элементов: с одной стороны, идеи философов, которых Этингер изучал и которыми он увлекался некоторое время — Мальбранша, Лейбница и Вольфа; с другой стороны — естествознание и материалистическое течение мысли, правомерность которого Этингер признаёт. Эти противоречивые направления Этингер старается примирить, признавая относительную их истинность, руководствуясь, с одной стороны, Священным Писанием, с другой — сочинениями Якова Бёме и Сведенборга и каббалой. Издал перевод трудов Сведенборга со своими комментариями.
Основная идея Этингера — жизнь всего мира, одушевление всех предметов. Духовные силы проникают вселенную; в человеке они отражаются в (лат. sensus communis), который является органом понимания всего духовного в мире. Истинное понимание вселенной может иметь только тот, кто умеет соединить в одно целое учение Священного Писания, показания природы и собственный разум. Жизнь и движение имеют первенство перед мышлением и бытием. Мистицизм Этингера имеет ещё и специальную окраску — алхимическую и магическую. Возникновение вселенной из Божества Этингер понимает в смысле эманационного процесса и указывает 10 ступеней его. Всякое возникновение жизни в материи происходит благодаря свету, который проникает в неё. Материя есть чистая возможность.
Из приведённого видно, что в своих работах Этингер использовал оккультный подход (подобно Роберту Фладду).
Этингеру часто неверно приписывают известный молитвенный текст «Господи, дай мне спокойствие принять то, чего я не могу изменить, дай мне мужество изменить то, что я могу изменить, и дай мне мудрость отличить одно от другого». Реальным автором является Рейнгольд Нибур.

## Сочинения
- Die Werke Friedrich Christoph Oetingers. Chronologisch-systematische Bibliographie 1707—2014, bearbeitet von Martin Weyer-Menkhoff und Reinhard Breymayer. (Berlin; München; Boston [, Massachusetts, USA] :) (Walter) de Gruyter (GmbH), [März] 2015 (Bibliographie zur Geschichte des Pietismus, Band 3. Im Auftrag der Historischen Kommission zur Erforschung des Pietismus [Hannover, bei der Union Evangelischer Kirchen in der Evangelischen Kirche in Deutschland] hrsg. von Hans Schneider, Hans Otte, Hans-Jürgen Schrader). — VIII, 445 стр.
  - Print: ISBN 978-3-11-041450-9; ISBN 3-11-041450-3; EAN 9783110414509.
  - eBook (PDF): ISBN 978-3-11-041460-8; EAN 9783110414608.
  - eBook (EPUB): ISBN 978-3-11-041465-3; EAN 9783110414653.
  - Print/eBook: ISBN 978-3-11-041461-5; ISBN 3-11-041461-9; EAN 9783110414615.
- Inquisitio in Sensum communem et rationem, 1752 i 1753;
- Die Philosophie der Alten wiederkommend in der güldenen Zeit, 1762;
- Friedrich Christoph Oetinger: Die Lehrtafel der Prinzessin Antonia [1763]. Herausgegeben von Reinhard Breymayer und Friedrich Häußermann. Berlin, New York: Walter de GruyterŒŒŒŒ 1977, ISBN 3-11-004130-8.
- Friedrich Christoph Oetinger: Theologia ex idea vitae deducta [1765]. Herausgegeben von Konrad Ohly. Berlin, New York: Walter de Gruyter 1979, ISBN 3-11-004872-8.
- Swedenborgs und Anderer irdische und himmlische Philosophie, 1765;
- Inbegriff der Grundweisheit aus den Schriften Jacobs Böhmes, 1774;
- Gedanken von den Fähigkeiten zu empfinden und zu erkennen, 1775.
- Friedrich Christoph Oetinger: Biblisches und Emblematisches Wörterbuch. [1776]. Herausgegeben von Gerhard Schäfer in Verbindung mit Otto Betz [Tübingen], Reinhard Breymayer, Eberhard [Martin] Gutekunst, Ursula Hardmeier [, geb. Paschke], Roland Pietsch, Guntram Spindler. Berlin, New York: Walter de Gruyter 1999, ISBN 3-11-004903-1.
- Friedrich Christoph Oetinger: Selbstbiographie [Autobiographie]. Genealogie der reellen Gedanken eines Gottesgelehrten. Hrsg. und mit Einführung versehen von J[ulius]. Roessle. Metzingen (Württ[emberg].:) Ernst Franz Verlag 1990, ISBN 3-7722-0035-4.